# Tun (mayakalender)
Een tun was in de Mayakalender een periode van 360 dagen, niet te verwarren met een haab, dat een jaar van 365 dagen was.
Het woord tun betekent steen. Het was gebruikelijk iedere 360 dagen een steen op te richten. Een tun bestaat uit 18 uinic.
- katun → tun → uinic
- Lange telling
- Korte telling